# 植物油列表
植物油是自植物中萃取的脂肪與油類，依照提煉方式的不同，分為壓榨油、提煉油和香精油等三種油品。將欲榨取部位加壓，進而提取所得的植物油稱為「壓榨油」，其又分為「冷壓油」和「熱壓油」。在水或其他溶劑中，通過溶解植物的相關產油部位而得的油品，稱為「提煉油（萃取油）」，其油液可以與植物材料分離、再加以濃縮。植物油也可以採蒸餾方法自植物中萃取出芳香分子，稱為「精油」。相較油壓榨油和提煉油，精油普遍具有更多元的特性和用途。「浸泡油」則是經由浸軟程序，將所需植物部分放入植物油中浸泡、使底油吸收植物的各種養分製成。
植物油的制取方法分为三类。首先是压榨法，植物含油部位在压力的作用下产生压榨油。通过水或者其它溶剂萃取植物中的油脂以产生萃取油。压榨和萃取两者结合产生的粗油，经过蒸馏浓缩精制可产生精油。
尽管几乎所有的植物均含有不同程度的油脂,被广泛接受和使用的只有少数油料作物。

## 食用油

### 主要非熱帶植物食用油
以下是在全球佔有極高食用比例的植物油品，亦皆可用作燃料油。
- 玉米油：又稱粟米油，為普遍的烹飪用油，香氣和口感較淡。[2]
- 棉籽油：用於生產洋芋片等零食食品[3]，但是需要去除會破壞生育能力的棉酚。
- 橄欖油：用於烹飪、香妝品、香皂製造，也可作為傳統油燈的燃料。[4]
- 花生油：油質清澈，可用於沙拉調味，且由於煙點較高，常作油炸、煎炒用途。[5]
- 菜籽油：世界上最普遍的烹飪用油之一。[6]
- 紅花籽油：最早用作油漆塗料，現今主要用於烹飪。[7]
- 芝麻油：又稱麻油、香油，冷壓製成淡色食用油，熱壓則為深色、口感濃郁。[8]
- 大豆油：大豆粉加工製造的附產品。[9]
- 葵花油：最普遍的烹飪用油之一，亦用於生質柴油。[10]
- 大麻籽油

### 熱帶植物油
和動物油一樣富含飽和脂肪，因此一般認為較不健康的植物油。
- 棕櫚油：最為普遍生產的熱帶植物油。在西非和巴西料理中尤其常見[11]。亦用於製造生質柴油[12]。
- 椰子油：烹飪用油，富含飽和脂肪，主要用於烘焙和香妝品。[13]

### 堅果油

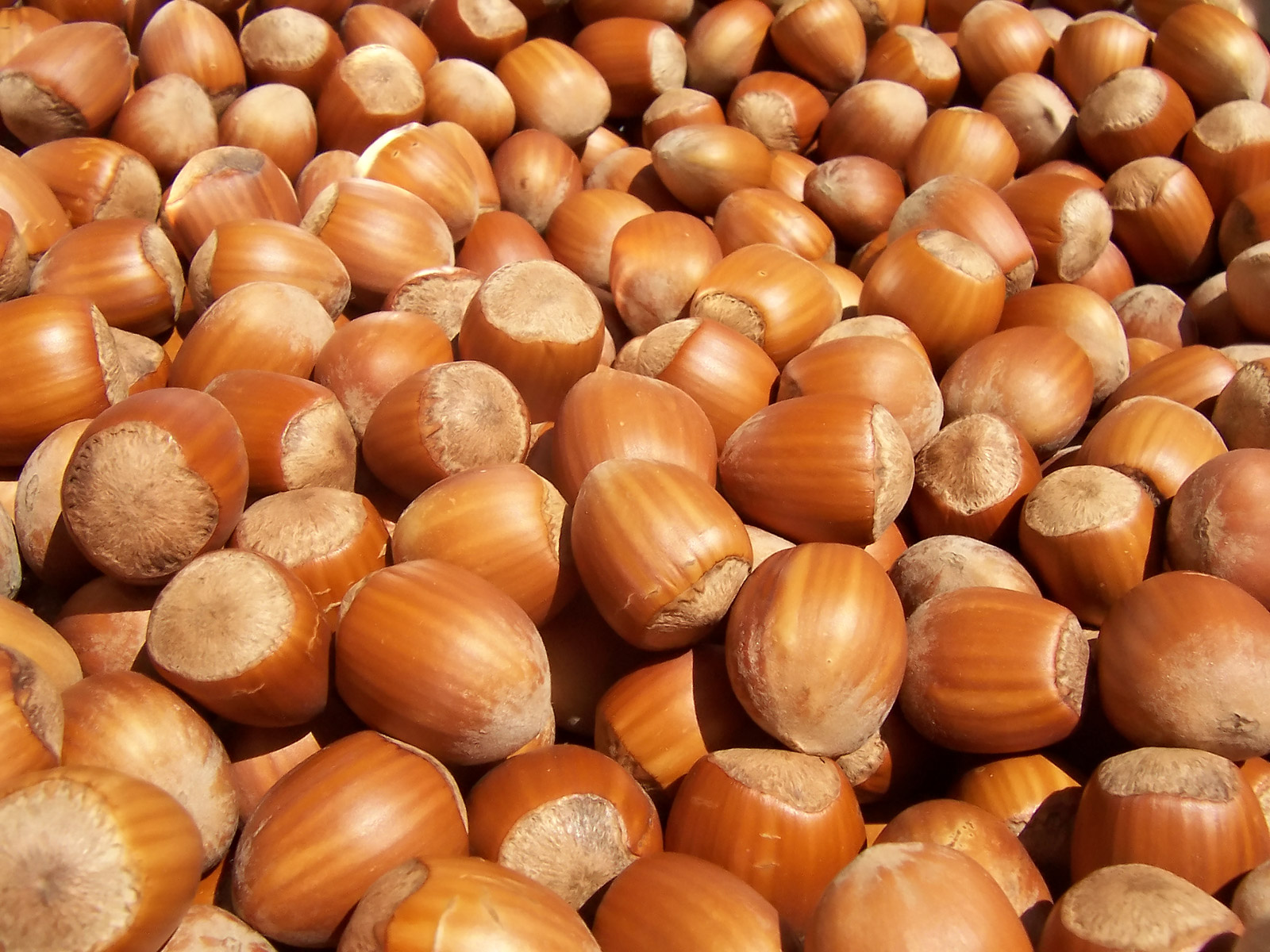
歐榛屬本色榛，用於製作榛果油。

堅果油帶有香氣，普遍用於烹飪。但由於油脂萃取不易，大多數堅果油的價格較為昂貴。
- 杏仁油：為食用油，但主要用於保養品和藥物治療[14]。
- 腰果油：稍似於橄欖油。可能有利於對抗齲齒。[15]
- 榛果油：帶香氣，為烹飪用油。由於微具收斂性，亦用於皮膚保養。[16][17]
- 澳洲胡桃油：或稱夏威夷堅果油，香氣濃郁，有高的发烟点[18]。不含反式脂肪。
- 碧根果油（英语：Pecan oil）：由碧根果制成，作為一種食用油，但需要新鮮山核桃得到好的油質[19]。
- 松子油：作為一個美食烹飪油出售[20][21]，有潛在的抑壓食慾的藥用价值[22]。
- 开心果油：帶有濃郁香氣的油和鮮明的綠色。[18]
- 核桃油：用其香味[18]，也用於文藝復興畫家們的油畫。[23][24]

## 生物燃料用的油

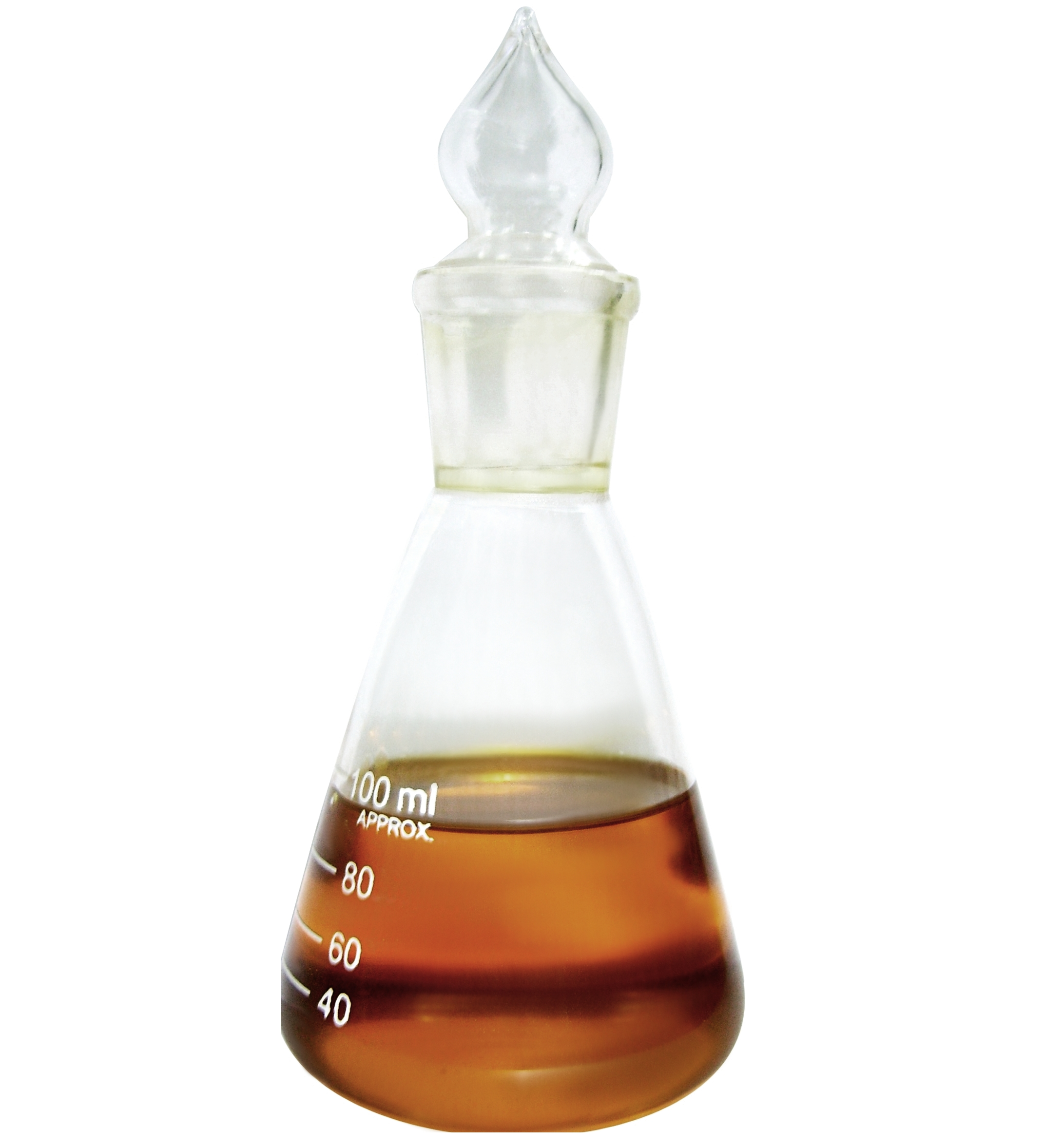
燒瓶的中生物柴油

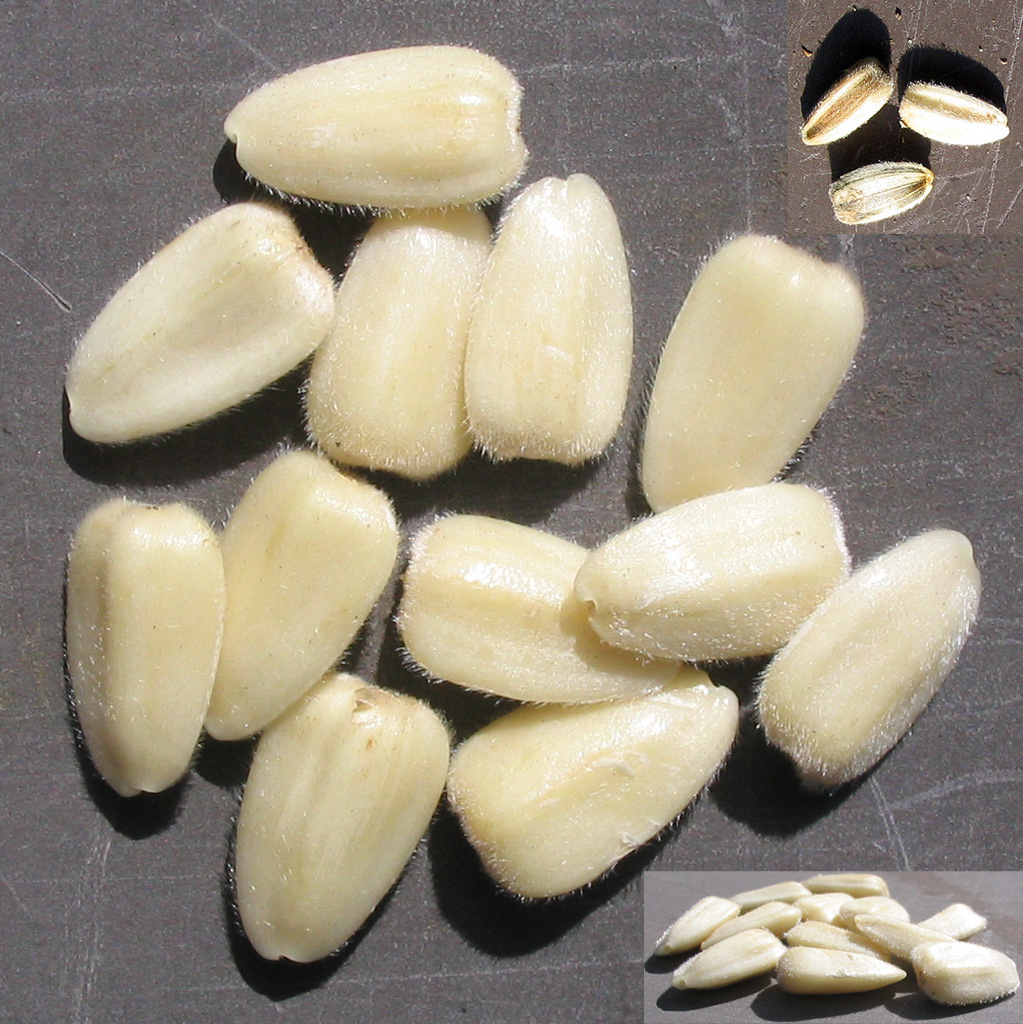
葵花籽的仁

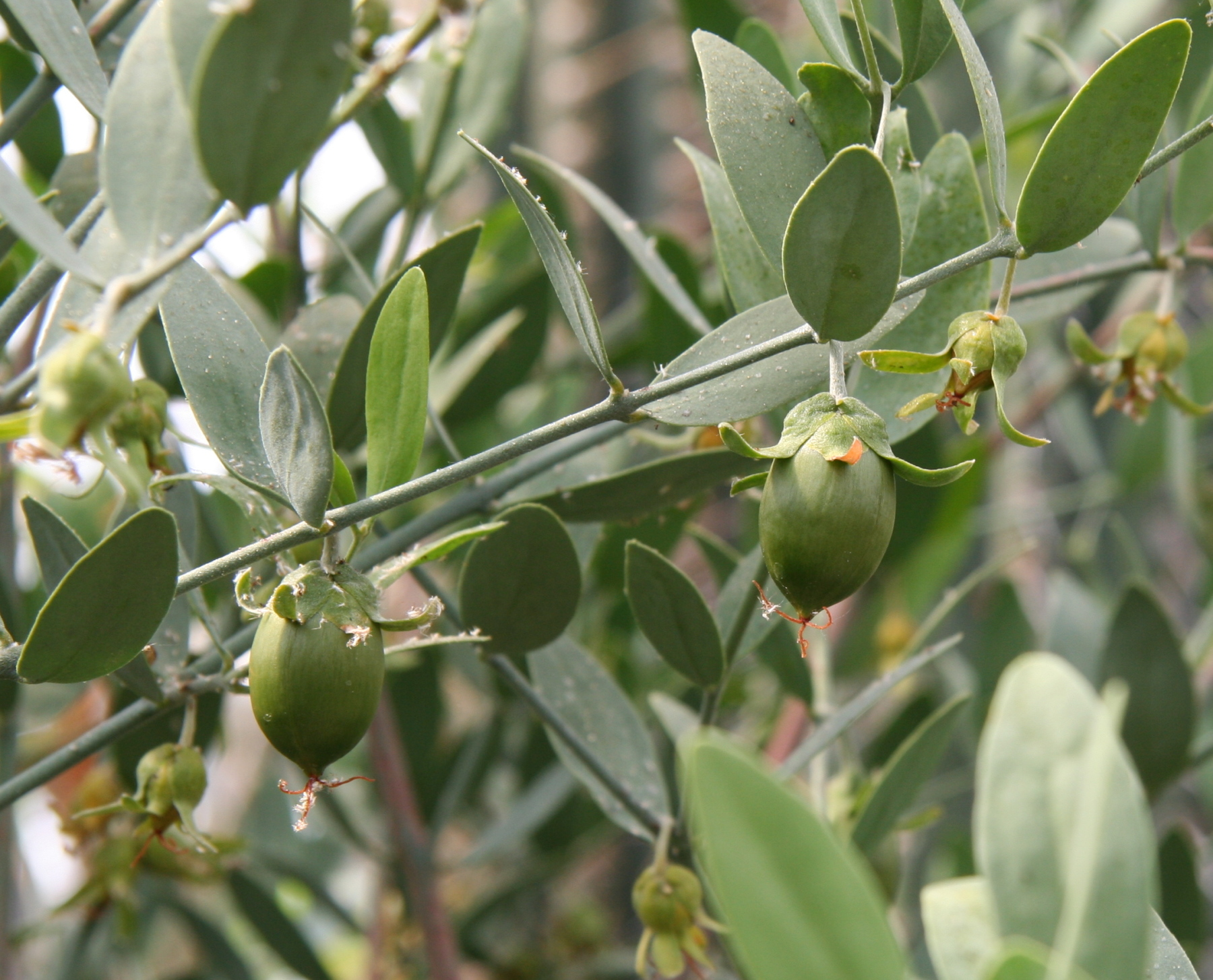
荷荷巴果實（Jojoba fruit）

許多植物油既能被用於生物燃料（生物柴油和植物油燃料），又能用於其他用途。其他油類僅用作生物燃料。
雖然柴油發動機被發明的時候，部分地已經考慮到可以利用植物油作燃料，但是，柴油燃料幾乎是專門基於石油。植物油作為生物燃料的評價标准为：
1. 作為燃料的適宜性，基於閃點，能量含量，粘度，燃燒產物和其他因素。
2. 成本，基於作物產量，種植和收穫的努力，和收穫後處理的成本。

### 可作為生物燃料的多用途油
下方列出的是所有的油（主要）都被用於其他用途 - 仅桐油是不可食用的 - 但人們已經考慮把它們作為生物燃料來使用。
- 蓖麻油，其成本低於很多候選的植物油。運動粘度可能是一個問題。[27]
- 椰子油（椰子核油），在生產椰子的地方，有希望在當地使用。[28]
- 菜籽油，來自芸薹，油茶（蘿蔔）是密切相關的油菜籽的油。這是一個在德國的生物柴油的主要來源[29]。
- 粟米油，有吸引力，因為玉米作為一種充足豐富的作物。
- 桐油，是適用於生物柴油的植物油[30]。在中國有多種因素从桐油生產生物柴油[31]。

### 非食用油僅用於或主要用於作為生物燃料
這些油是從植物中提取的培養專為生產燃料油為基礎的生物燃料。這些油，再加上上述的主要油類，比其他植物油作為燃料的油已收到更多的關注。
- 痲瘋樹油，在印度被廣泛用於燃料油。已經吸引堅定的擁護者將它作為生物燃料使用。[32]

- 绿玉树油，被化學家梅尔文·卡尔文在1950年代推廣。在1980年代，它被巴西國家石油公司研究。[34]
- 錫蘭鐵刀木油,来自铁力木的核压榨出,在印度被用於燈油.[35]

## 對健康的影響
一些廠商會將植物油都氫化加工，以維持穩定性，氫化加工會增加飽和脂肪酸，而較為落後的加工方式則會產生比飽和脂肪更有害的反式脂肪；因此氫化植物油對健康不利，尤其是含反式脂肪的油脂，宜禁止人畜食用。